# Robert Joseph Auguste
Robert Joseph Auguste, född 1725 och död 1805, var en fransk guldsmed.
Auguste började som ciselör, men blev sedan en av de stora ledande guldsmederna. På hans ateljé skapades de viktigaste alstren av guldsmedsarbeten i Louis XVI:s stil, bland annat konungen krona samt stora beställningar för kungligheter, hov och aristokrati, även i utlandet. Revolutionen stäckte hans bana, och ettpåbud, som fordrade nedsmältning av massor av guld- och silversaker, drabbade hårt Augustes produktion. Han verk går därför främst att finna utanför Frankrike, särskilt i Ryssland och före detta ryska hovets samlingar. På Stockholms slott finns 32 silverarbeten av Augustes hand, ditkomna under olika tiden, främst genom beställningar gjorda av Gustaf Filip Creutz under hans tid som ambassadör i Paris, vilken senare sålde sin silverservis till Gustav III. Augustes stil utövade ett stort inflytande på guldsmeder utomlands, som i enstaka fall även arbetade utifrån hans ritningar.